# The Stone Quarry
The Stone Quarry (раніше Cruel and Unusual Films, Inc.) — американська виробнича компанія, заснована в 2004 році режисером Заком Снайдером, його дружиною Деборою Снайдер та їхнім партнером-продюсером Уеслі Коллером.

## Заснування
Компанія Cruel and Unusual Films, Inc. була заснована в 2004 році Заком Снайдером, його дружиною Деборою Снайдер і партнером-продюсером Уеслі Коллером. Компанія базується в Warner Bros., і знаходиться в Пасадені, Каліфорнія. Компанія підписала дворічну угоду про виробництво з Warner Bros. у 2007 році, до виходу на екрани фільму «300 спартанців», режисером якого був Снайдер. Снайдер і його дружина Дебора є співпрезидентами компанії. Коллер часто виступає в якості партнера-виробника. У січні Снайдер запустив офіційний веб-сайт компанії 30, 2009, і запросив художників подати версії логотипу компанії. Окрім створення повнометражних фільмів, Cruel and Unusual Films також допомагала в маркетингу своїх фільмів, ґрунтуючись на сильному рекламному досвіді Снайдера та його дружини Дебори Снайдер. У січні 2019 року Снайдер оголосив про нову назву студії «Кам’яний кар’єр».

## Фон
На сьогоднішній день «Жорстокий і незвичайний»/«Кам’яна каменоломня» виступав незазначеним співпродюсером фільмів, у яких Снайдер і його дружина були режисером і продюсером відповідно. Після свого заснування в 2004 році компанія випустила «Світанок мертвих», ремейк однойменного фільму Джорджа А. Ромеро 1978 року. У 2007 році Cruel and Unusual Films випустили 300, адаптацію графічного роману Френка Міллера . У 2009 році компанія створила Watchmen, адаптацію однойменної обмеженої серії DC Comics. «Жорстокий і незвичайний» наступного виробництва «Легенда про Вартових: Сови з Га'Хула», комп'ютерного анімаційного фільму, заснованого на серії дитячих фантастичних книг «Вартові з Га'Хула» Кетрін Ласкі. Сценаристом і режисером фільму був Снайдер, який також продюсував фільм разом зі своєю дружиною Деборою Снайдер. Цей фільм є першим, у якому «Жорстокий і незвичайний» згадується як продюсер. Sucker Punch вийшов у березні 25, 2011.
У 2014 році студія була співпродюсером продовження фільму 300 2007 року, 300: Розквіт імперії . У 2016 році студія спільно випустила продовження «Людини зі сталі» 2013 року «Бетмен проти Супермена: На зорі справедливості».
У 2017 році студія спільно випустила «Диво-жінку» та « Лігу справедливості».
У липні 2015 року стало відомо, що Зак Снайдер і Дебора Снайдер будуть продюсерами та виконавчими продюсерами у Розширеному всесвіті DC. З 2018 року голови правління DC Films Джефф Джонс і Волтер Хамада разом із Снайдерами будуть виконавчими продюсерами майбутніх фільмів DC у розширеному всесвіті DC.
Студія мала випустити «Армію мертвих», продовження ремейку Снайдера «Світанок мертвих», у якому Зак Снайдер мав допомогти розробити історію, а його дружина — продюсером фільму, а Джобі Гарольд — написати сценарій. У центрі сюжету – батько, який намагається врятувати свою доньку в заповненому зомбі Лас-Вегасі. Через високу вартість виробництва фільму було скасовано Warner Bros.

### Майбутні проекти
Зак Снайдер також зніме ремейк фільму 1969 року «Ілюстрована людина». Компанія також випустить Horse Latitudes, який раніше був відомий як The Last Photograph, фільм про фотографію, яка надихнула двох чоловіків на подорож до Південної Америки. Режисером фільму стане Зак Снайдер, а продюсуватиме Снайдер і його дружина Дебора Снайдер.
У вересні 2017 року було підтверджено, що Зак Снайдер працює над екранізацією The Fountainhead, заснованою на романі Айн Ренд 1943 року.
29 січня 2019 року Снайдер оголосив про те, що він підписав контракт на керування трилером жахів про зомбі «Армія мертвих» для Netflix. Снайдер буде режисером і продюсером разом з Деборою Снайдер.
20 травня 2020 року Снайдер офіційно оголосив, що Warner Bros. випустить його версію «Ліги справедливості» як «Ліга справедливості » Зака Снайдера на HBO Max у 2021 році.
У вересні 2020 року було оголошено, що Netflix дав дозвіл на приквел, заснований на «Армії мертвих», а режисером фільму, а також повторною роллю Людвіга, стане Маттіас Швайгхьофер. Шей Хаттен також напише сценарій. Також було оголошено, що готується аніме-приквел під назвою «Армія мертвих: Загублений Вегас». Серіал стане історією походження персонажа Дейва Баутісти Скотта Уорда та його команди рятувальників під час першого падіння Вегаса, коли вони протистоять джерелу спалаху зомбі. Джей Оліва збирається стати шоураннером серіалу, а Оліва та Зак Снайдер мають поставити по два епізоди кожен. У липні 2021 року компанія підписала угоду першого погляду з Netflix.

## Виробництво

### Фільми
| Рік                        | Фільм                                          | Режисер                    | Спів-виробництво                                                                          | Дистрибютор                                | Rotten Tomatoes            | Metacritic                 |
| Як Cruel and Unusual Films | Як Cruel and Unusual Films                     | Як Cruel and Unusual Films | Як Cruel and Unusual Films                                                                | Як Cruel and Unusual Films                 | Як Cruel and Unusual Films | Як Cruel and Unusual Films |
| -------------------------- | ---------------------------------------------- | -------------------------- | ----------------------------------------------------------------------------------------- | ------------------------------------------ | -------------------------- | -------------------------- |
| 2004                       | Світанок мерців                                | Зак Снайдер                | Strike Entertainment / New Amsterdam Entertainment                                        | Universal Pictures                         | 76%                        | 58/100                     |
| 2007                       | 300 спартанців                                 | Зак Снайдер                | Legendary Pictures / Virtual Studios / Atmosphere Pictures / Hollywood Gang Productions   | Warner Bros. Pictures                      | 61%                        | 52/100                     |
| 2008–2009                  | Watchmen: Motion Comic                         | Джейк Страйдер Хьюз        | Animated short film series based on the DC comic book series Watchmen                     | Warner Premiere Digital                    | —                          | —                          |
| 2009                       | Хранителі                                      | Зак Снайдер                | Legendary Pictures / Lawrence Gordon Productions / DC Entertainment                       | Warner Bros. Pictures / Paramount Pictures | 65%                        | 56/100                     |
| 2010                       | Легенди нічної варти                           | Зак Снайдер                | Village Roadshow Pictures / Animal Logic                                                  | Warner Bros. Pictures                      | 52%                        | 53/100                     |
| 2011                       | Заборонений прийом                             | Зак Снайдер                | Legendary Pictures                                                                        | Warner Bros. Pictures                      | 22%                        | 33/100                     |
| 2013                       | Людина зі сталі                                | Зак Снайдер                | DC Entertainment / Legendary Pictures / Syncopy / Peters Entertainment                    | Warner Bros. Pictures                      | 56%                        | 55/100                     |
| 2014                       | 300 спартанців: Відродження імперії            | Ноам Мурро                 | Legendary Pictures / Atmosphere Pictures / Hollywood Gang Productions                     | Warner Bros. Pictures                      | 45%                        | 48/100                     |
| 2016                       | Бетмен проти Супермена: На зорі справедливості | Зак Снайдер                | RatPac Entertainment / Atlas Entertainment / DC Entertainment                             | Warner Bros. Pictures                      | 29%                        | 44/100                     |
| 2017                       | Диво-жінка                                     | Петті Дженкінс             | RatPac Entertainment / Tencent Pictures / Wanda Pictures / Atlas Entertainment / DC Films | Warner Bros. Pictures                      | 93%                        | 76/100                     |
| 2017                       | Ліга Справедливості                            | Зак Снайдер                | RatPac Entertainment / Atlas Entertainment / DC Films                                     | Warner Bros. Pictures                      | 40%                        | 45/100                     |
| Як The Stone Quarry        |                                                |                            |                                                                                           |                                            |                            |                            |
| 2020                       | Диво-жінка 1984                                | Петті Дженкінс             | Atlas Entertainment / DC Films                                                            | Warner Bros. Pictures                      | 59%                        | 60/100                     |
| 2021                       | Ліга справедливості Зака Снайдера              | Зак Снайдер                | Warner Bros. Pictures / Access-Dune Entertainment / Atlas Entertainment / DC Films        | HBO Max                                    | 71%                        | 54/100                     |
| 2021                       | Армія мерців                                   | Зак Снайдер                | —                                                                                         | Netflix                                    | 67%                        | 57/100                     |
| 2021                       | Армія злодіїв                                  | Маттіас Швайгхьофер        | Pantaleon Films                                                                           | Netflix                                    | 68%                        | 49/100                     |
| 2023                       | Бунтівний місяць                               | Зак Снайдер                | Grand Electric                                                                            | Netflix                                    | TBA                        | TBA                        |
| TBA                        | Planet of the Dead                             | Зак Снайдер                | —                                                                                         | Netflix                                    | TBA                        | TBA                        |

### Телебачення
| Рік | Назва                   | Co-production with                      | Мережа  | Rotten Tomatoes | Metacritic |
| --- | ----------------------- | --------------------------------------- | ------- | --------------- | ---------- |
| TBA | Армія мерців: Лас-Вегас | Netflix Animation / Meduzarts Animation | Netflix | TBA             | TBA        |
| TBA | Twilight of the Gods    | Netflix Animation                       | Netflix | TBA             | TBA        |

### Відео ігри
| рік      | Назва                             | Розробник(и)            | Видавець | Платформа(и)          |
| -------- | --------------------------------- | ----------------------- | -------- | --------------------- |
| 2021 рік | Армія мертвих: Viva Las Vengeance | Студія Pure Imagination | Netflix  | Віртуальна реальність |